# 2011년 경찰 야구단 시즌
2011년 경찰 야구단 시즌은 경찰 야구단이 KBO 퓨처스리그에 참가한 6번째 시즌으로, 유승안 감독이 팀을 이끈 3번째 시즌이다. 팀은 구단 사상 단일 시즌 최다 승(65), 최고 승률(0.691)을 기록하며 5팀 중 북부리그 1위, 전체 10팀 중 승률 1위를 기록해 창단 첫 우승을 차지했다.

## 타이틀
- 세계야구선수권대회 국가대표: 최재훈, 허경민, 정현석
- 평균자책점: 우규민 (2.34)
- 출장(투수): 전유수 (54)
- 다승: 우규민 (15)
- 세이브: 전유수 (20)
- 승률: 우규민 (1.000)
- 타석: 허경민 (433)
- 득점: 허경민 (82)
- 안타: 허경민 (126)
- 2루타: 정현석, 허경민 (28)
- 도루: 허경민 (39)
- 최소 삼진: 허경민 (8)
- 북부리그 타율: 민병헌 (0.373)
- 북부리그 타점: 최재훈 (73)
- 북부리그 장타율: 최재훈 (0.598)
- 북부리그 출루율: 민병헌 (0.458)

## 선수단
- 선발투수 : 조현근, 우규민, 임창민, 최원제, 오준형
- 구원투수 : 여건욱, 오현민, 정대훈, 배민관, 나승현, 김민겸, 최혁권, 박정규, 양지훈, 이승우
- 마무리투수 : 전유수, 이웅한
- 포수 : 최재훈, 현철민, 최연오, 장동웅, 백용환
- 내야수 : 허경민, 박용근, 권영준, 권영진, 유재신, 김지수, 이성엽, 유용목
- 외야수 : 정현석, 민병헌, 김종찬, 박건우, 연경흠, 신창명, 오현근, 우동균, 최석, 전민수

## 같이 보기
- 2012년 경찰 야구단 시즌